# Upeneus asymmetricus
Upeneus asymmetricus Lachner, 1954 è un pesce perciforme appartenente alla famiglia Mullidae.